# Virtuous Pedophiles
Virtuous Pedophiles (deutsch: tugendhafte Pädophile) ist der Name eines 2012 gegründeten amerikanischen Online-Selbsthilfeforums für Menschen mit pädophilen Neigungen, das zum Ziel hat, einander darin zu bestärken, keine sexuellen Übergriffe auf Kinder zu begehen.

## Ansatz
Die circa 7000 Benutzer des Forums (Stand: September 2021) helfen einander, sich nicht in sexuelle Aktivitäten mit Kindern zu verstricken, und unterstützen sich gegenseitig darin, ein möglichst normales, sinnvolles und verantwortungsbewusstes Leben zu führen. Grundlage des Forums ist die gemeinsame Auffassung, dass sexuelle Kontakte Erwachsener zu Kindern falsch sind und immer Kindesmissbrauch darstellen. Die Gruppe ist ebenfalls bemüht, die Stigmatisierung nicht-übergriffiger Pädophiler zu reduzieren. Die zugehörige Website informiert über das Thema.
Virtuous Pedophiles unterscheidet sich von anderen Foren und Gruppierungen Pädophiler durch die klare Positionierung gegen sexuelle Kontakte zu Kindern. Andere Gruppen beziehen zu diesem Punkt entweder nicht deutlich Stellung oder haben sogar das erklärte Ziel, sexuelle Kontakte zu Kindern (oder Kinderpornografie) zu legalisieren. Webseiten mit ähnlicher Ausrichtung wie Virtuous Pedophiles sind die deutsche Informations- und Selbsthilfeplattform Schicksal und Herausforderung und das tschechische Forum ČEPEK.
Die beiden Gründer von Virtuous Pedophiles sind unter den Pseudonymen Ethan Edwards und Nick Devin aktiv und halten ihre Identität aufgrund der zu erwartenden Stigmatisierung und Ausgrenzung im Falle eines Outings geheim. Kennengelernt haben sie sich online im Online-Forum B4U-ACT.

## Rezeption
Die Bemühungen von Virtuous Pedophiles werden von dem Psychologen Jesse Bering und dem Sexualwissenschaftler James Cantor von der medizinischen Fakultät der Universität Toronto, der Pädophilie erforscht, positiv beurteilt. Cantor sieht einen großen Nutzen in einer solchen Gruppierung und glaubt, dass sie helfen könne, sexuellen Kindesmissbrauch zu verhindern. „Man kann sich kaum jemanden vorstellen, der sich stärker isoliert fühlt wie jemand, der an sich ein sexuelles Interesse an Kindern entdeckt. Meiner Erfahrung nach ist es gerade in einer solchen Phase größter Verzweiflung am wahrscheinlichsten, dass ein Pädophiler etwas Verzweifeltes tut und riskiert einem Kind zu schaden“, so Cantor. „Gegenseitige Unterstützung unter Menschen, die alle denselben tagtäglichen Kampf mit ihrem sexuellen Verlangen teilen, kann sehr viel erreichen, indem [das Forum] die extreme Isolation aufhebt, als Ablassventil dienen kann, eine zusätzliche Schutzgrenze bietet, die Pädophilen hilft, ihr Verhalten unter Kontrolle zu halten.“ Auch manche Therapeuten haben ihre Patienten schon auf Virtuous Pedophiles verwiesen.
Cantor hat auch an anderer Stelle mehrfach betont, dass er es als sinnvoll erachtet, wenn Menschen mit pädophiler Neigung sich in Selbsthilfe gegen Missbrauch organisieren. In einem Gespräch mit Dan Savage kam die Sprache auf das Forum Virtuous Pedophiles: „Dass sozial engagierte Pädophile einander helfen, ein glückliches, produktives Leben zu führen, ist der beste Weg zur Prävention überhaupt!“ Auch deutsche Sexualwissenschaftler betonen, dass Isolation und Stigmatisierung pädophiler Menschen den Kinderschutz untergraben und verhindern, dass sich Betroffene ohne Befürchtungen Hilfe suchen können. Klaus Michael Beier, Leiter des Präventionsprojekts Kein Täter werden an der Berliner Charité sagte im Spiegel-Gespräch: „Diesen Männern müssen wir ein Angebot machen, damit sie nicht vereinsamen und abgleiten in Depression und Drogenkonsum. In diesem Zustand steigt das Risiko, dass sie ein Kind sexuell missbrauchen.“